# Kościół św. Mateusza i św. Rocha w Starej Sobótce
Kościół św. Mateusza i św. Rocha w Starej Sobótce – rzymskokatolicki kościół parafialny zlokalizowany we wsi Stara Sobótka (powiat łęczycki) w diecezji łowickiej. Funkcjonuje przy nim parafia św. Mateusza Apostoła i św. Rocha.

## Historia

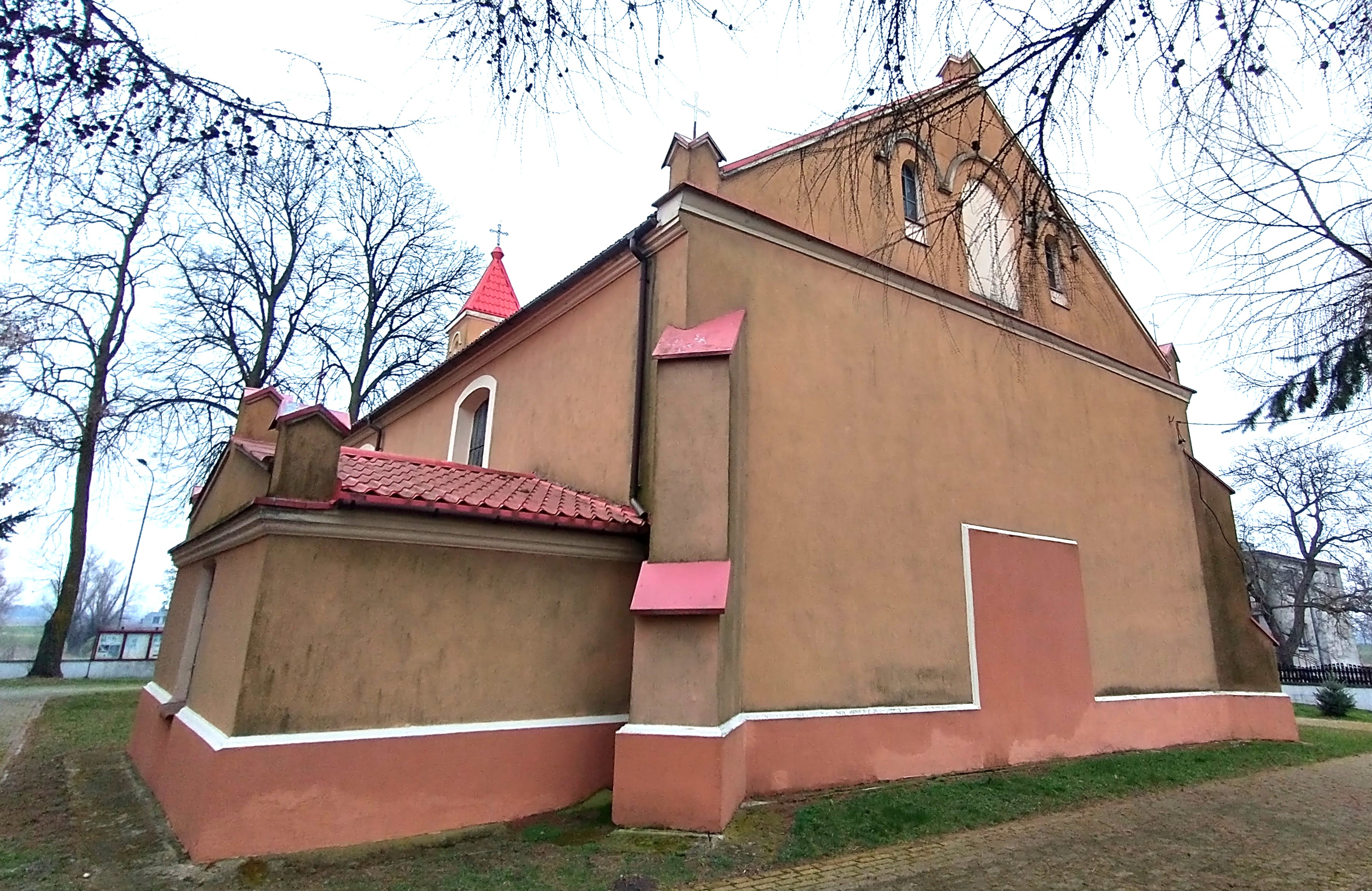
Widok od prezbiterium

Parafia została we wsi erygowana przed 1357 (arcybiskup Jarosław z Bogorii i Skotnik). Pierwszy kościół z drewna powstał z fundacji arcybiskupów gnieźnieńskich. W 1466 świątynia ta została wcielona do uposażenia kanoników regularnych z Kłodawy i do 1818 byli oni zakonem zarządzającym tą parafią. W latach 1466–1470, po zniszczeniu przez krzyżaków poprzedniej świątyni, zbudowali obecny kościół, który znacznie przebudowano w 1879 z utratą cech stylowych.
W 1906 tutejszy proboszcz, Maria Michał (Jan) Kowalski, późniejszy arcybiskup mariawicki, wraz z częścią parafian oraz zamieszkałymi przy świątyni zakonnicami, przeszedł na mariawityzm, przejmując budowlę. Zwrócono ją katolikom po interwencji władz carskich. Mariawici wybudowali wówczas swój kościół w sąsiedniej Nowej Sobótce. Podczas okupacji niemieckiej władze hitlerowskie urządziły w świątyni spichlerz. Obiekt odnowiono w 1945.

## Architektura i wyposażenie
Świątynia jest murowana, jednonawowa i po obu stronach prezbiterium posiada zakrystie. Nad głównym wejściem umieszczono wieżę. Na wyposażeniu pozostają trzy ołtarze z XVIII wieku (barok). W nastawie ołtarza głównego stoi figura Najświętszego Serca Pana Jezusa (początek XX wieku) i wisi obraz św. Mateusza Apostoła. Ołtarze boczne zawierają wizerunki Matki Bożej z Dzieciątkiem, św. Józefa z Dzieciątkiem, św. Piotra oraz św. Krzysztofa. Ambona pochodzi z XVIII wieku i przykryta jest baldachimem. Kamienna chrzcielnica jest średniowieczna. 

## Galeria

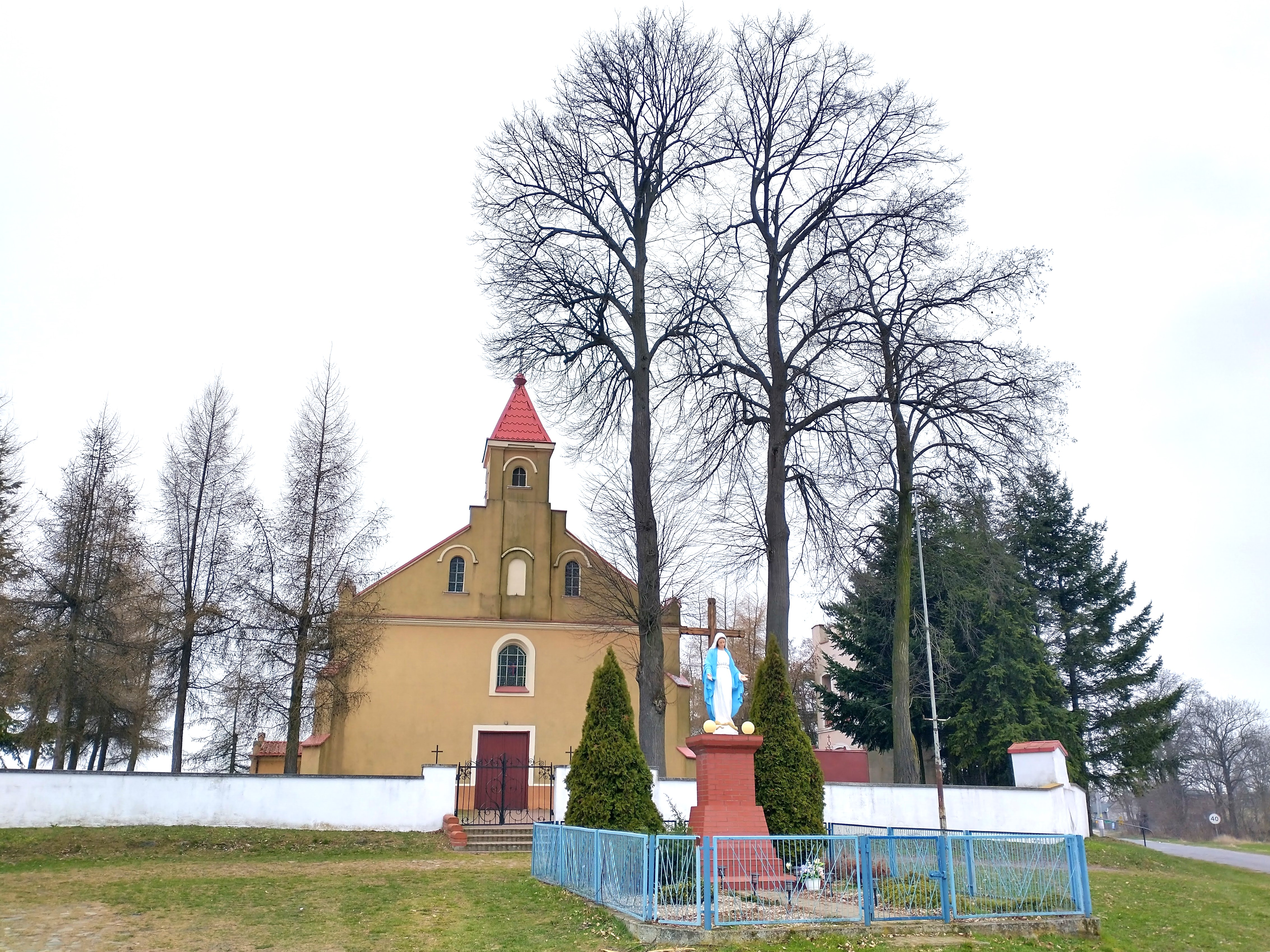
Widok ogólny
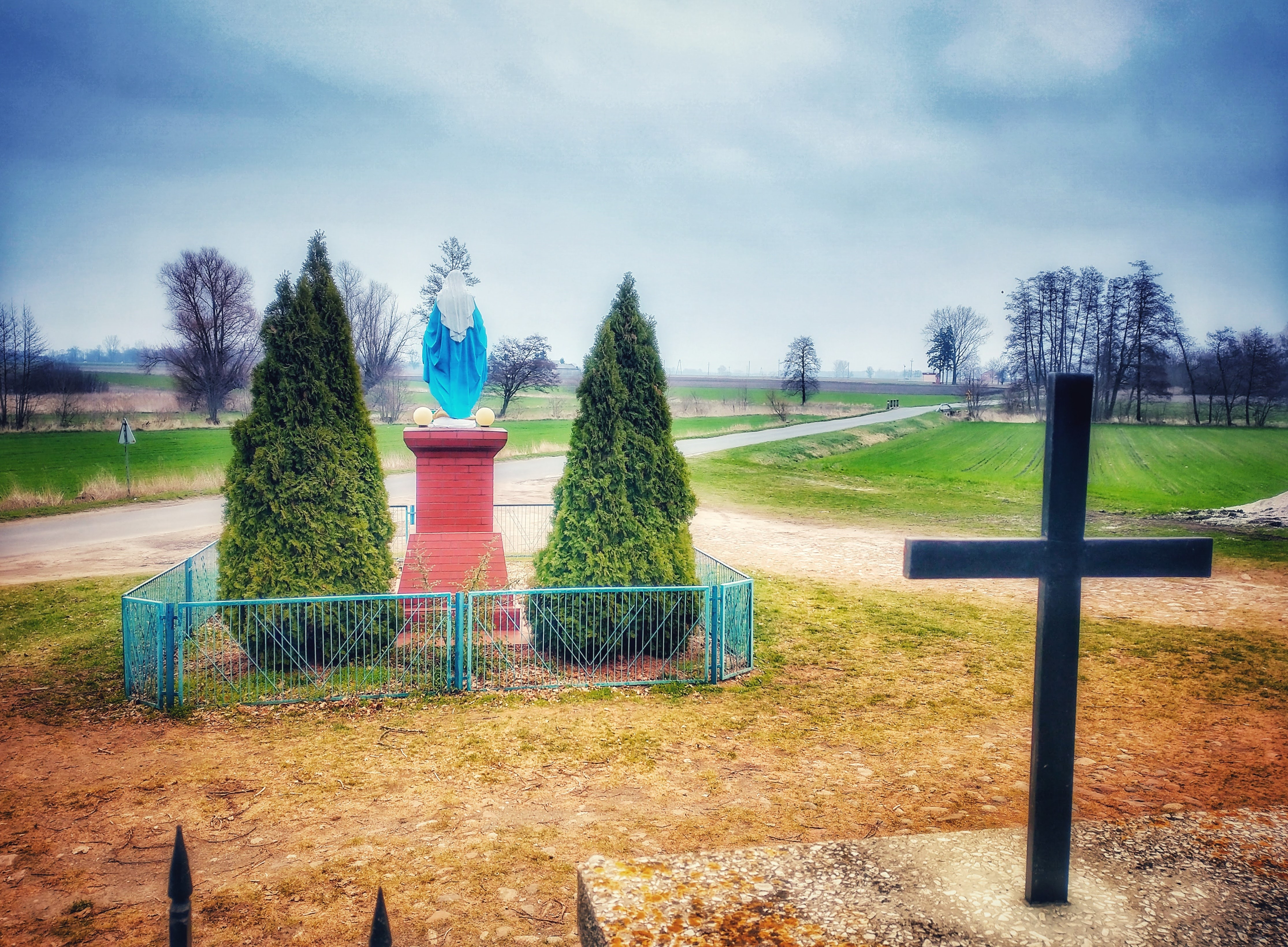
Figura maryjna